# キッド (DD-661)
キッド (USS Kidd, DD-661) は、アメリカ海軍の駆逐艦。フレッチャー級駆逐艦の132番艦。艦名は太平洋戦争での真珠湾攻撃において、戦艦「アリゾナ」に乗艦し戦死した第1戦艦部隊司令官アイザック・キッド少将に因む。
「キッド」は2024年現在、ルイジアナ州バトンルージュにおいて博物館船として保存されており、アメリカ合衆国国家歴史登録財とアメリカ合衆国国定歴史建造物に登録されている。後述のエピソードから、「太平洋の海賊」（Pirates of the Pacific）の渾名を持つ。

## 艦歴
「キッド」は1942年10月16日にニュージャージー州カーニーのフェデラル・シップビルディング・アンド・ドライドック社で起工、1943年2月28日にキッド少将の未亡人によって進水した。1943年4月23日、艦長アラン・ロービー中佐の指揮下就役する。乗員は20歳以下の者が大半を占めるなど総じて若く、年齢詐称した14歳の少年までいた。

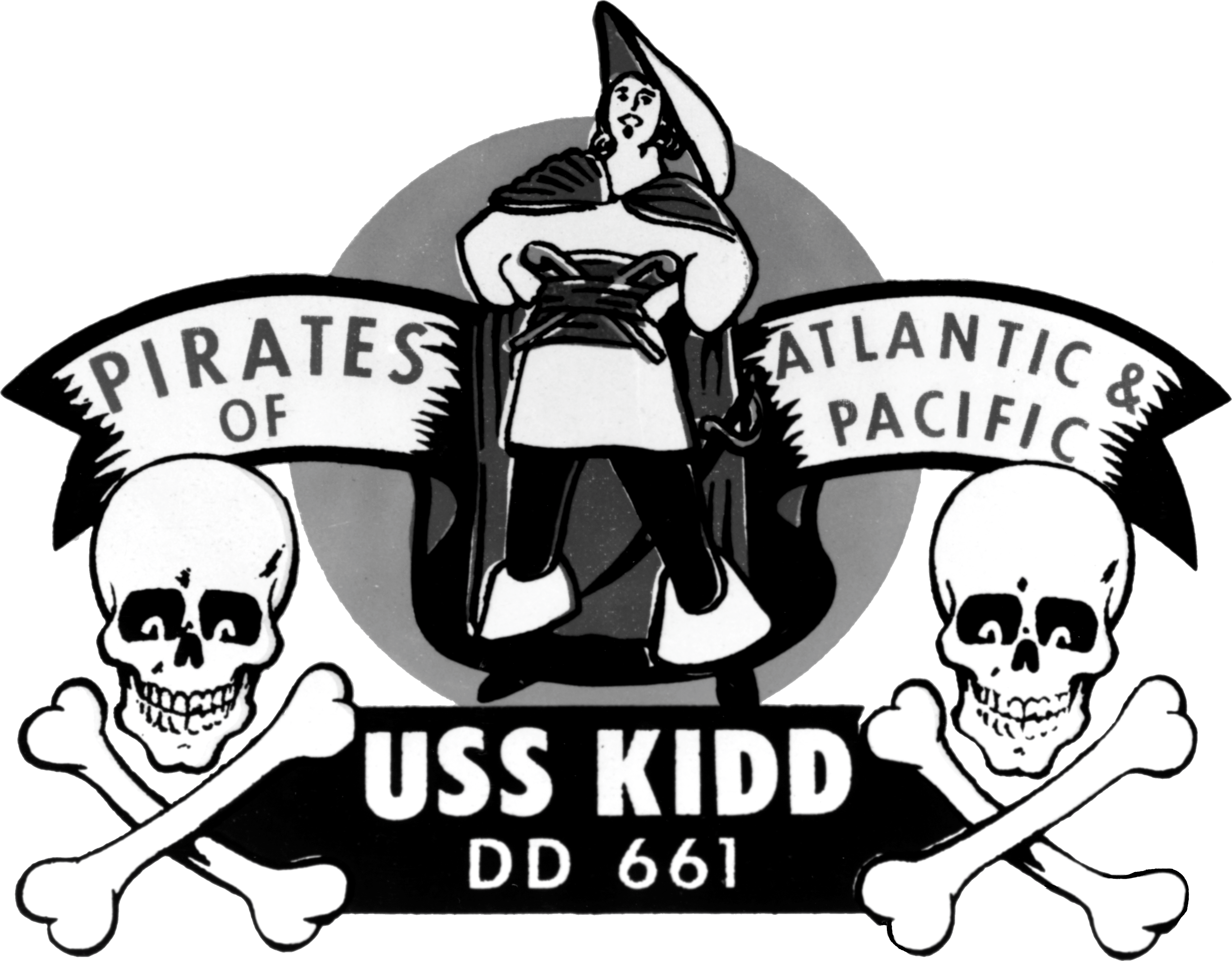
1960年代の「キッド」のエンブレム。愛称が「大西洋と太平洋の海賊」に変化している。

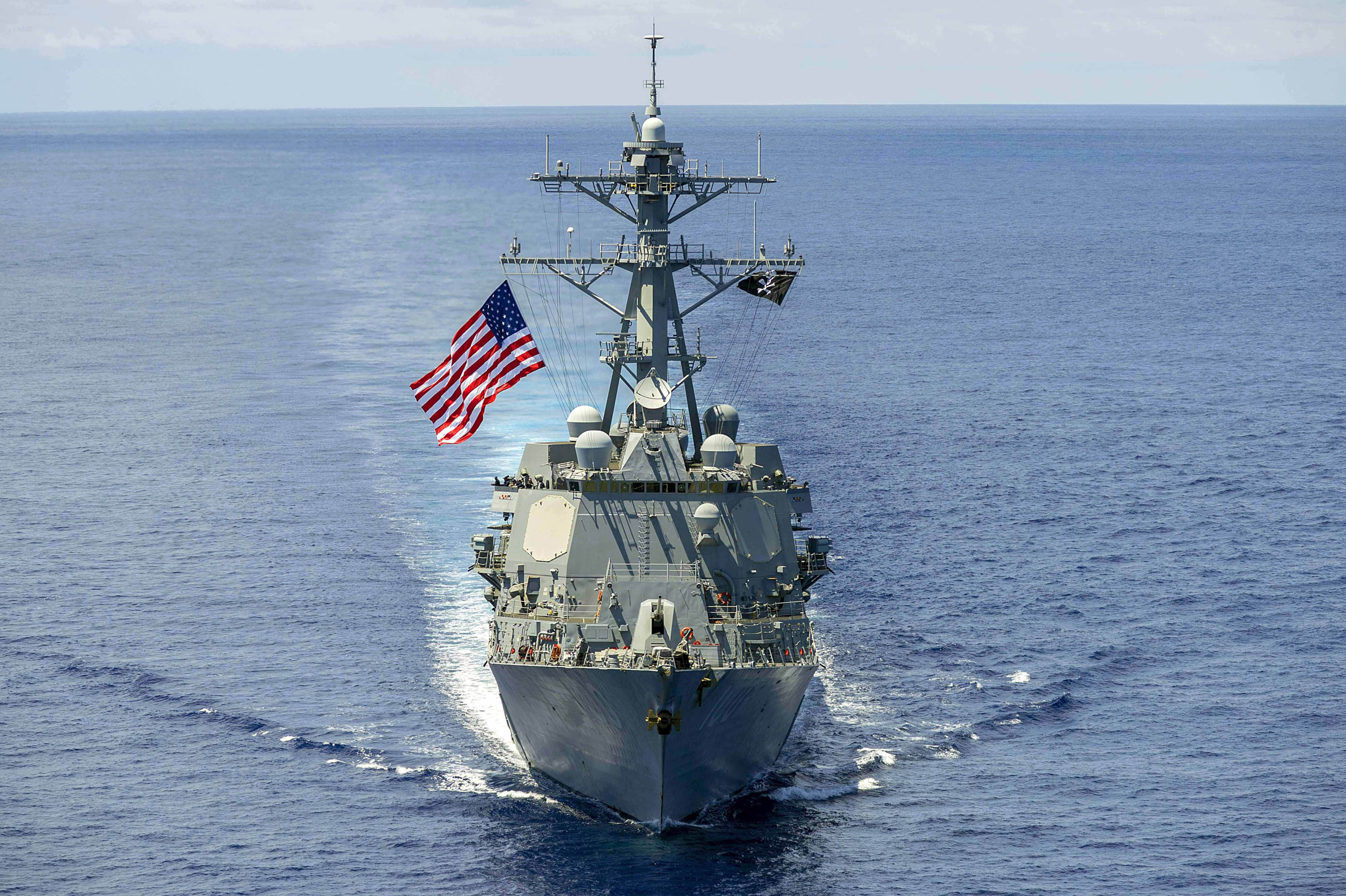
2014年、南シナ海を航行するミサイル駆逐艦「キッド（USS Kidd, DDG-100）」。マスト左舷側に海賊旗が掲げられている。

「キッド」が初航海としてニューヨーク港を横断しブルックリン海軍工廠へ向かっていた際、海賊旗（ジョリー・ロジャー）を前部マストに掲揚した。その写真がタイム誌に掲載されると、乗員達はすぐにキャプテン・キッドをマスコットとして採用し、地元の漫画家に依頼して前部煙突へ海賊のイラストを描いた。その際、乗員達はキッド少将の名誉を汚すことがないよう未亡人に許可を求めたが、元々キッド少将自身が海軍兵学校時代にキャプテン・キッドに擬えて「キャップ」と呼ばれていたこともあり、彼女の了承を得ることができた。
さらに、未亡人は乗員達を代表してアメリカ海軍に掛け合い、「キッド」の煙突へ海賊を描くことと海賊旗を掲揚することを正式に認めさせた。「キッド」はアメリカ海軍艦で公式に海賊旗掲揚を認められた唯一の艦となり、この伝統は艦名を継いだキッド級ミサイル駆逐艦「キッド（USS Kidd, DDG-993）」、アーレイ・バーク級ミサイル駆逐艦「キッド（USS Kidd, DDG-100）」にも継承されている。また、大戦中に「キッド」乗員は救助した艦載機の搭乗員を航空母艦に引き渡す際、条件として「身代金」のアイスクリームミックスやその他食品を要求し「太平洋の海賊」の名を高めた。
この航海で特筆されるもう一つの出来事として、訓練先の造船所へ向かうため米国海軍婦人部隊（WAVES）の隊員1名が「キッド」に便乗していたことであった。この時、軍艦に女性が乗ることは不幸を招くという迷信によって、乗艦名簿に氏名のみ記載されて性別は記されなかった。だが、ロービー艦長はそのような迷信や伝統にとらわれることなく、その女性隊員が「キッド」へ乗艦することについて快く受け入れたという。

### 第二次世界大戦
就役後、「キッド」はメイン州のカスコ湾で整調を行い、ニューファンドランドのアルジェンシャへ海上輸送路の護衛を実施した。その後はノーフォークからトリニダードへの整調巡航中に新造空母の護衛を務めた。4月から8月までの大西洋における活動は平穏なものであり、「キッド」が戦闘を行う機会は全くなかった。唯一のトラブルは、アルゼンチンからの帰途に乗員全員がハムを原因とする食中毒に罹ったことであった。
4ヶ月間の大西洋での護衛任務を終え、8月に戦艦「アラバマ」「サウスダコタ」と共にパナマ運河を通過して太平洋に移動した。9月に実施された模擬雷撃訓練の際、「キッド」に戦艦「ノースカロライナ」から発射された照明弾2発が命中する事故が発生した。ちょうど「キッド」の前部ダメージコントロール要員が負傷者役をストレッチャーに固定していたところへ1発の照明弾が飛び込み、負傷者役の胸の上を掠めていった。幸い、その乗員は破片で軽い掠り傷を負うにとどまった。艦長は部隊指揮官に対して次のように報告した。「キッドは海軍で最も備えられた艦であると主張する。負傷した時、既に被害者はストレッチャーに縛り付けられていたのだ」
「キッド」は第48駆逐戦隊（DESRON 48）の第96駆逐隊（DESDIV 96）に所属し、10月5日のウェーク島攻撃に参加。不時着したパイロットの救出にあたった。11月11日、「キッド」は空母「エセックス」「バンカー・ヒル」、軽空母「インディペンデンス」と共にラバウル攻撃に参加したが、艦隊は20機あまりの日本軍機による襲撃を受けた。
発艦事故で海面に墜落した「エセックス」所属機の搭乗員を救助するため、艦隊から離れて単艦行動中だった「キッド」は、飛来した日本軍機のうち8機の攻撃を受ける。しかしながら、「キッド」は初の実戦となったこの対空戦闘で九九式艦爆1機、九七式艦攻2機撃墜を記録した。この際、「キッド」は日本軍機が投下した魚雷2本を危ういところで回避した。この戦闘における功績によりロービー艦長は銀星章を受章した。また、「キッド」は墜落した「エセックス」所属機の搭乗員2名のうち1名を救助したが、その際に救助のため海に飛び込んだ乗員1名も叙勲されている。
「キッド」は休む間もなくタラワ環礁攻略戦に参加し、「インディペンデンス」の護衛任務についた。11月21日午後6時、一式陸攻7機を発見し、対空砲火で2機を撃墜するも、「インディペンデンス」への雷撃を許した。「インディペンデンス」は大破して戦場を離脱。ロービー艦長は、「ワンショットライター」の渾名をもつ一式陸攻が、その名を裏切る頑丈さを発揮したことに驚いた。

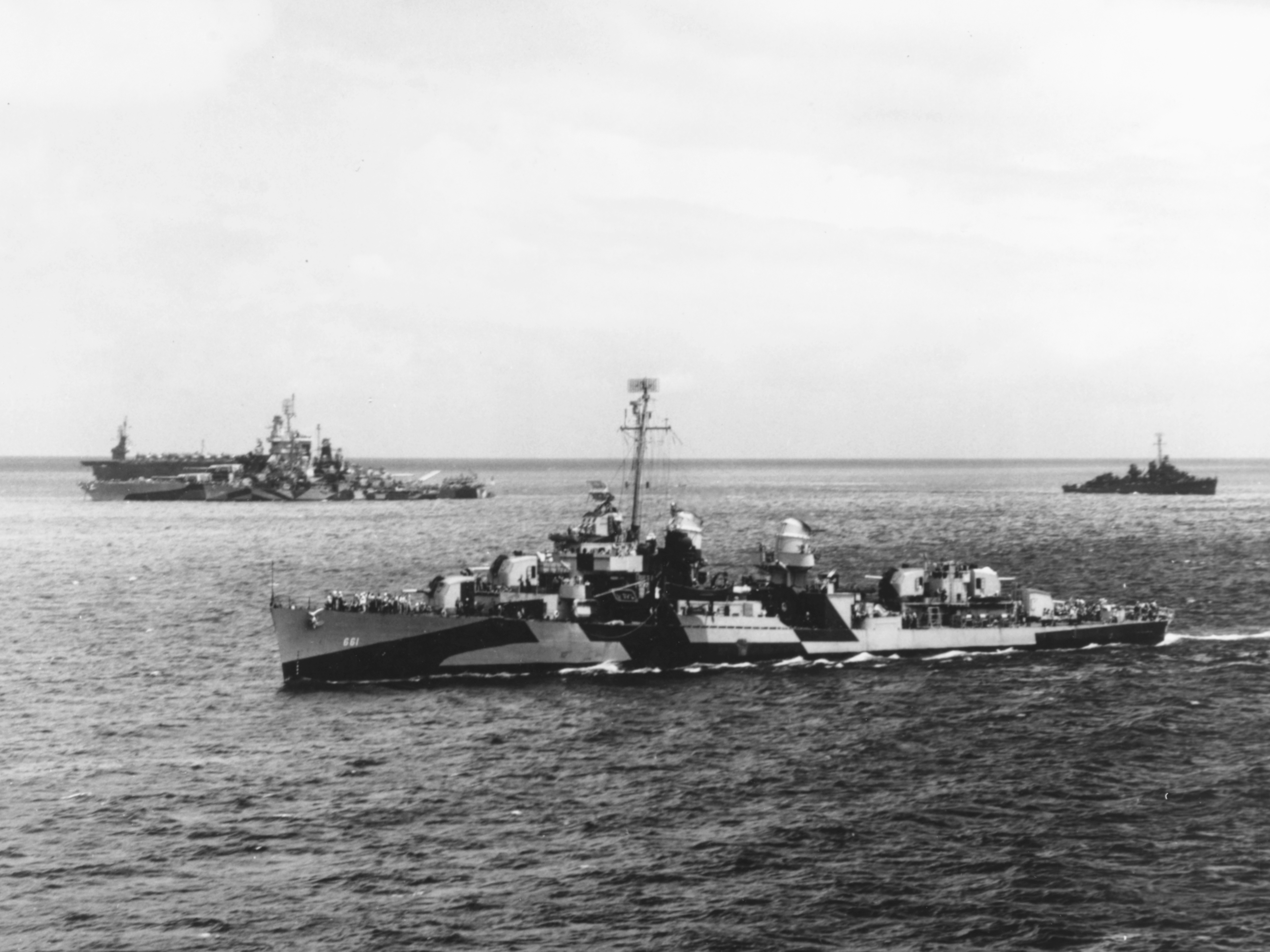
1944年6月、艦隊と共にロイへ向かう「キッド」。

1944年、「キッド」は第50機動部隊に所属し、マーシャル群島攻撃に参加。2月を通じてロイとコチェの砲撃に従事し、3月と4月にはエミラウ島への飛行場建設の援護（エミラウ島の無血占領）、5月にはニューギニアのアイタペ占領（アイタペの戦い）及びホーランジア占領（ホーランジアの戦い）を支援した。
6月にはサイパン攻撃に参加し、日本軍機1機を撃墜した。「キッド」は落下傘で脱出後死亡したパイロットの遺体を回収したが、一部の乗員がその遺体をもてあそび、骨を標本にしようとしたため、ロービー艦長は断固としてこの野蛮な行為をやめさせた。日本人パイロットの遺体は、アメリカ海軍の儀式に従って水葬に付された。7月、グアム島攻撃に参加し、8月27日に真珠湾に帰還。「キッド」はこの間35名の友軍不時着パイロットを救出した。
8月、アラン・ロービー艦長が転属し、代わってハリー・モアー中佐が赴任した。モアーは船酔いするか酒に酔うかのどちらかといった人物であり、艦内の士気と規律は短期間のうちに低下した。12月にオーバーホールのため戦列を離れ、アメリカ本土に戻った。レーダーの換装と機銃の大口径化を行う改装は1945年2月に終わった。そして沖縄戦に参加するため、 ウルシー環礁へ向かい第58任務部隊に加入する。「キッド」の乗員は日本の敗戦を確信し、楽観的気運の中で特攻隊が待つ沖縄へ向かった。
3月19日から22日にかけて、曳航される空母「フランクリン」を護衛し、日本軍機の追撃を阻止した。

### 損傷

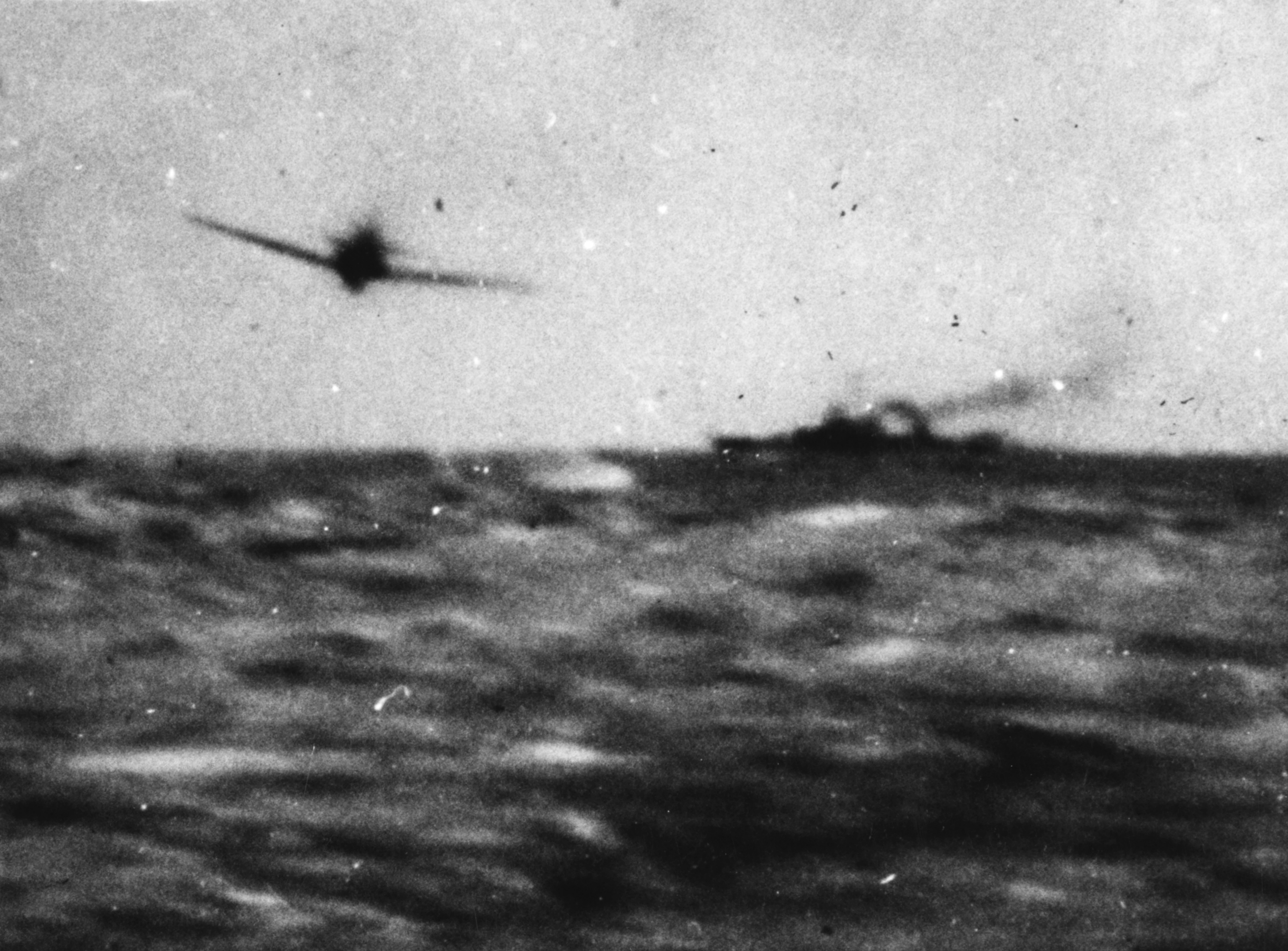
「キッド」に突入寸前の零戦を捉えた写真。後方に僚艦「ブラック」がいる。

4月11日、「キッド」はレーダーピケット艦として僚艦「ブラック」、「チョウンシー」、「バラード」と共に機動部隊の前方に出た。この頃の「キッド」艦内には、モアー艦長による適切な指揮の欠如という問題、そして部下からの信頼厚かったロービー前艦長の指揮・訓練の成果によって数々の戦いを無事に乗り越えてきた以上は今後も「キッド」が被害を受けることはないという慢心を危惧する見方があった。
14時9分、零戦2機が部隊の上空に現れた。そのうち1機が僚艦「ブラック」に突っ込むかと思われたが、その零戦は「ブラック」を飛び越えて機銃掃射をしながら「キッド」に向かってきた。「キッド」は零戦が「ブラック」を飛び越えるまで誤射を恐れて発砲せず、さらに機銃が発砲を開始してからも、何らかの理由でモアー艦長から命令が下りず5インチ主砲は発砲されないままだった。
14時10分、零戦が右舷艦橋下に命中。直前に投下された爆弾が艦体を貫通して左舷外で爆発し、零戦を避けようと左舷に逃げた乗員が多数巻き込まれた。突入により酸素ボンベが誘爆し、さらに破断した配管からの高圧蒸気が第一ボイラー室を全滅させ航行不能となった。「キッド」の人的被害は死者38名、負傷者56名に上った。士官にも被害が出た。モアー艦長、ブロークス・ギャレット・ジュニア軍医らが重傷を負い、ジョージ・グリースハーバー機関長は第一ボイラー室で他の機関員と共に戦死した。副長ブリトン大尉が、自らも負傷しつつも指揮を執り「キッド」を南方へ退避させた。ギャレット軍医の負傷により十分な応急処置ができず落命する負傷者が出たほか、一見無傷に見えても衝撃により体内に異常をきたしていたため、後から容体が急変して死亡する者も発生した。
大破した「キッド」は僚艦「ブラック」、「チョウンシー」、「バラード」に護衛されながら後退を始めた。夕方になり、「ヘイル」が軍医を派遣し、さらに「マクネーア」の援護を受けつつ「キッド」は何とか退却することができた。
唯一残された第二ボイラーの蒸気を頼りに、「キッド」は約20ノットでウルシー環礁を目指した。後退中の4月12日、回収された「キッド」の戦死者と特攻機パイロットの遺体の一部は水葬に付された。さらにモアー艦長を含む負傷者を他艦へハイライン移送したが、モアー艦長を移送していた際に空襲警報があり、ゴンドラが他艦へ届いたところで回避のため「キッド」乗員が斧でロープを切断した。弾片で臀部や肛門を負傷していたモアー艦長はそのまま甲板に酷く打ちつけられ、以降二度と「キッド」乗員の前に現れることはなかった。少なからぬ乗員がその光景を見て溜飲を下げたという
ダメージコントロール班が後退中ずっと浸水を食い止めるために奮闘し、さらに艦首の沈下を抑えようと弾薬庫の弾薬投棄を実施する等の努力を続けた結果、「キッド」は4月15日に何とかウルシー環礁へ到着できた。乗員はウルシー環礁到着後、水葬式と同じ4月12日にフランクリン・ルーズベルト大統領が死去していたことを知り、そのことがさらに士気へ打撃を与えた。「キッド」は駆逐艦母艦「ハマル」による応急修理を受けたが、その際に「ハマル」は戦死者38名の名前が記載された真鍮プレートを鋳造し、そのプレートは「キッド」の後甲板に設置された。「キッド」のレーダー機器の一部は、同様に特攻攻撃で損傷した「カッシン・ヤング」の修理に流用された。
4月30日、「キッド」に新たな艦長であるフレッド・ブッシュ中佐が着任。「キッド」はウルシー環礁での応急修理完了後、本格的な修理のため5月25日に西海岸のサンフランシスコ海軍造船所に到着した。修理中、1944年後半に塗り潰されていた海賊のイラストが前部煙突に復活し、乗員の士気回復に大きく役立った。
修理を終えて1945年8月1日に真珠湾に戻ったが、終戦に伴いサンディエゴに移動して1946年12月10日に退役。太平洋予備役艦隊で不活性化された。

### 朝鮮戦争

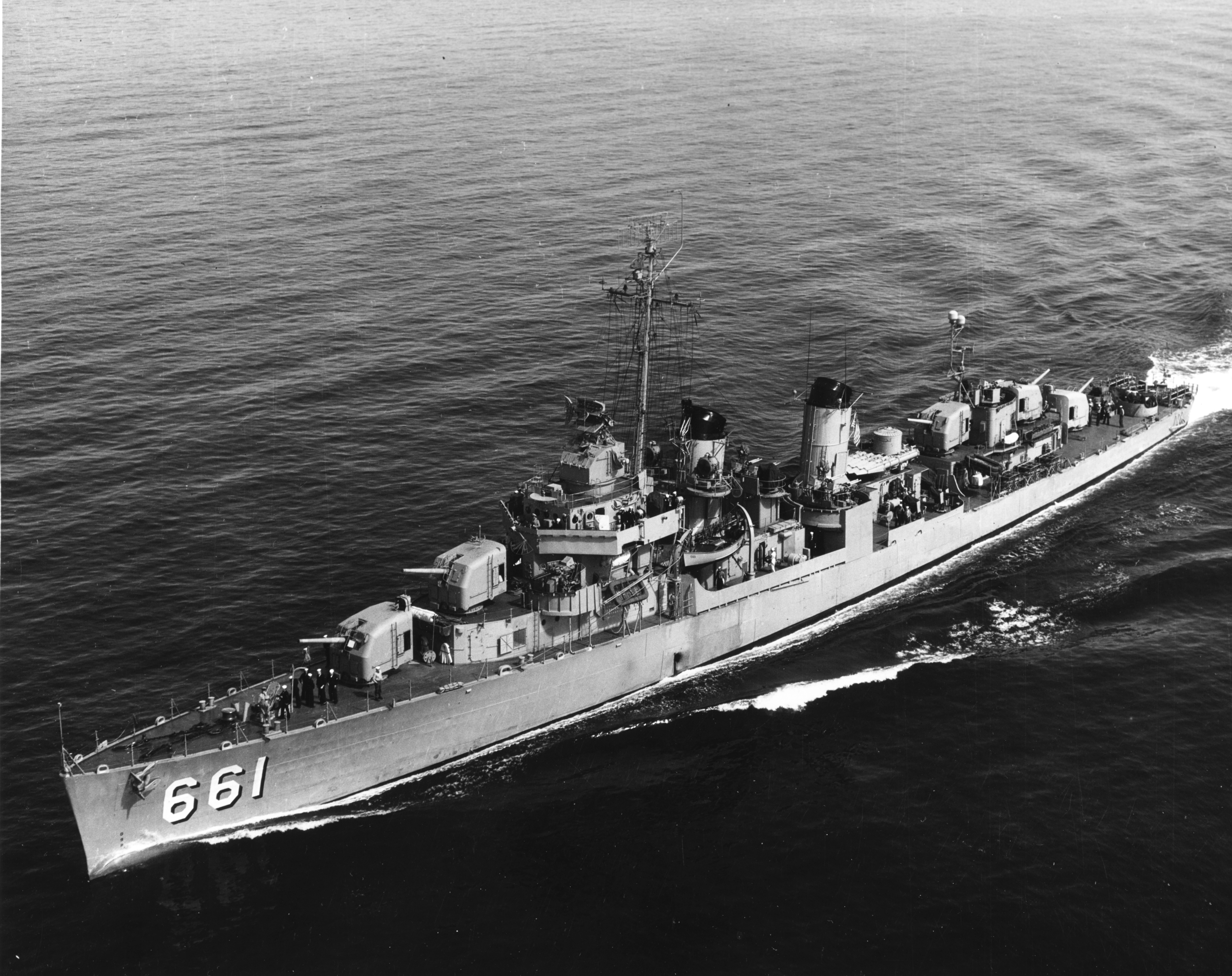
1951年頃の「キッド」。

朝鮮戦争の勃発に伴い、「キッド」は1951年3月28日に艦長ロバート・ジェフリー中佐の指揮の下で艦隊に再就役した。6月18日にアジアに向けて出港し、7月15日に横須賀に到着した。「キッド」は第77任務部隊に加わり、僚艦「ウールマン」、「ホープウェル」、「ウェダーバーン」と共に9月21日まで朝鮮半島東岸で哨戒任務に就いた。その間、「キッド」は戦艦「ニュージャージー」による艦砲射撃、台湾海峡の哨戒や沖縄沖での対潜演習、横須賀へ向かう護衛空母「バドエン・ストレイト」の護衛といった多くの任務に従事している。10月21日から翌1952年1月22日まで、「キッド」は莞島から開城に至る各地で砲撃任務に従事した。
その後「キッド」はオーバーホールのため第152駆逐隊と共にサンディエゴへ移動し、2月6日に到着した。サンディエゴ滞在中に、艦長がジェフリー中佐からチャールズ・ベリス中佐に交代。修繕を完了した「キッド」は9月8日に再び朝鮮半島に向けて出航し、庫底近郊のハンターキラーグループに加わった。翌月、「キッド」は庫底近郊での陽動作戦に参加した後、砲撃任務に復帰するとともに、撃墜された友軍パイロットを救助した。同年12月のウォーダンス作戦では、「キッド」は元山港を10ノットで巡航し、敵の海岸砲台に発砲させてその位置を炙り出す囮役を務めた。それから「キッド」は反撃砲火を浴びせ、複数の砲台を沈黙させることに成功した。
程なくして朝鮮戦争の停戦交渉が始まったものの、キッドは交渉の間も朝鮮半島沿岸を哨戒し続け、常にアメリカは臨戦態勢であるという姿を誇示した。1953年3月3日に「キッド」はオーバーホールのため極東を出航し、ミッドウェー島及び真珠湾を経由して3月20日にサンディエゴに到着した。
オーバーホールが完了し、「キッド」は4月20日にロングビーチへ向かった。しかし翌4月21日、スウェーデンの貨物船「ハイナン」がロングビーチ港で「キッド」に衝突事故を起こしたため、5月11日まで修理が必要となった。「ハイナン」の船首は「キッド」の艦体に大きな損傷を与え、ソナー室には浸水被害も生じたものの、幸い死傷者は発生しなかった。

### 冷戦

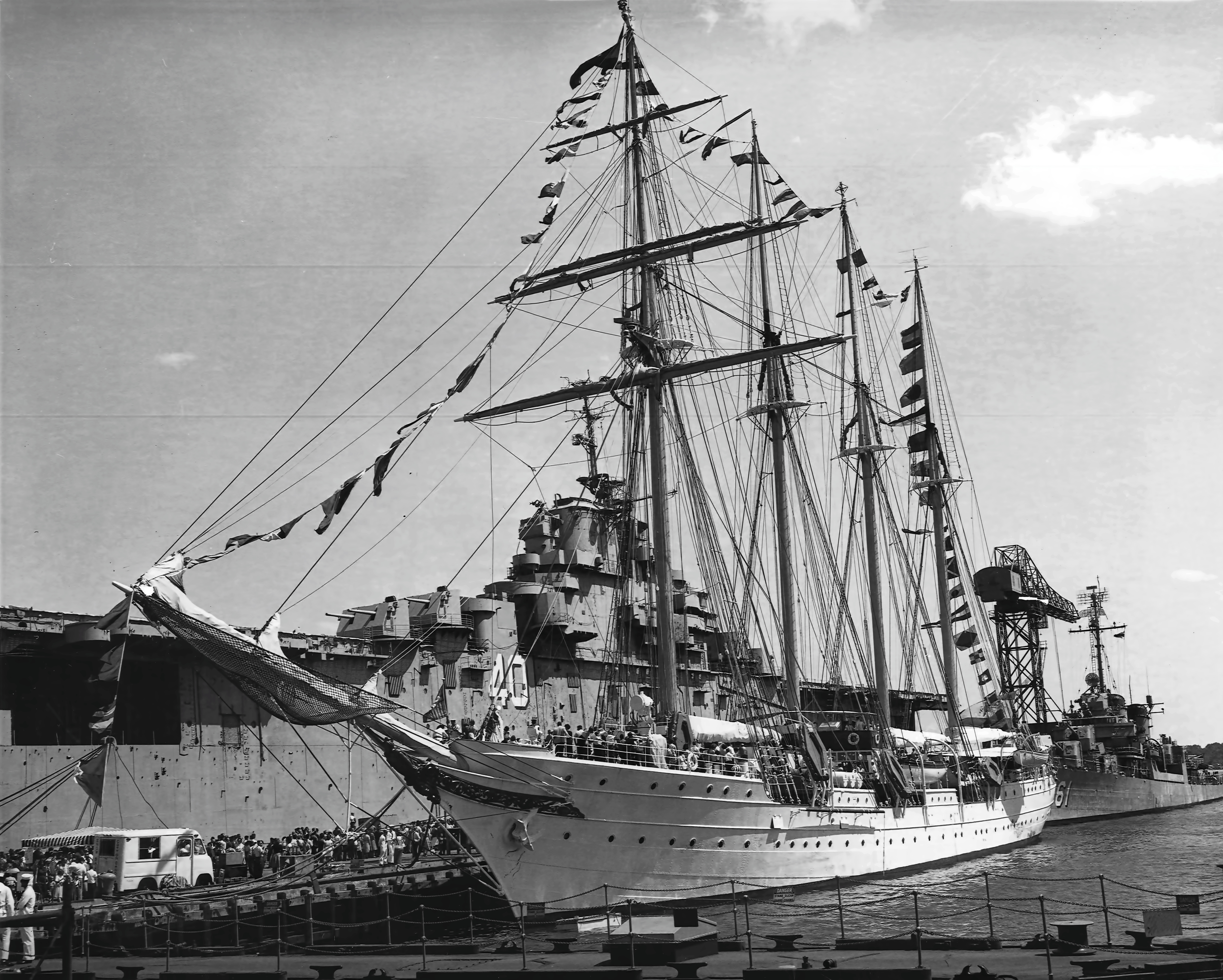
1963年、対潜空母「タラワ」、スペイン海軍練習帆船「フアン・セバスティアン・エルカーノ」と共にフィラデルフィア海軍工廠の行事で公開される「キッド」。

1953年後半から1959年後半にかけて、「キッド」は西太平洋の巡航と西海岸での作戦を交互に行い、真珠湾、横須賀、佐世保、沖縄、香港、フィリピン、ニューギニア、ニュージーランド、オーストラリアといった各地に寄港した。さらに「キッド」は各地で発生した紛争に対応するために展開し、1956年のスエズ危機と1958年の金門砲戦でそれぞれ哨戒活動に従事した。
1959年、「キッド」は大西洋艦隊に編入された。「キッド」は1960年1月5日にパナマ運河を経由して東海岸へ向けて出航し、1月25日にフィラデルフィアへ到着した。その後、海軍予備役の訓練航海を行い、東海岸の様々な港を巡る。1961年のベルリンの壁建設の際には「キッド」も緊急展開する艦隊に加わった。さらにドミニカ共和国で独裁者ラファエル・トルヒーヨが暗殺されたため、同年12月に「キッド」は示威行動のためドミニカ沖を哨戒した。
「キッド」は1962年2月5日にノーフォークに到着し、対潜演習のためアルファ任務部隊に加わった。4月24日、ニューポートの海軍駆逐艦学校に配属された。カリブ海への巡航後、1962年7月1日に海軍予備役に対する訓練を再開した。「キッド」は1964年6月19日に退役し、大西洋予備役艦隊に編入。フィラデルフィア海軍造船所で保管された。

### 保存

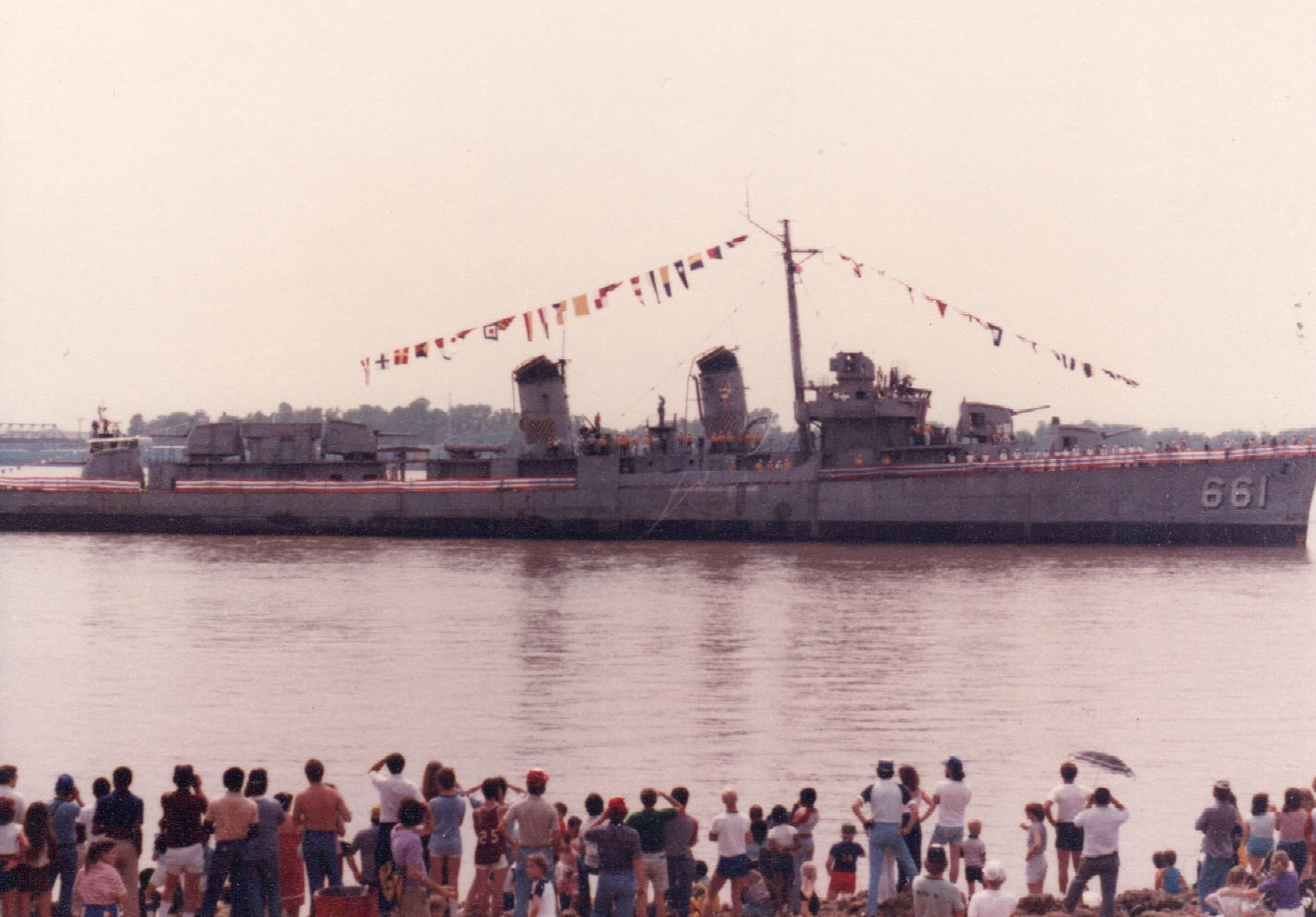
1982年5月23日、ルイジアナ州バトンルージュに到着した「キッド」。

保管状態に置かれていた「キッド」は、もはや任務に不適であるとして1975年に海軍艦艇名簿から除籍された。それから間もなく、アメリカ海軍は退役したフレッチャー級駆逐艦3隻を保存することを決定し、その3隻には「ザ・サリヴァンズ」、「カッシン・ヤング」、そして大戦中に「キッド」の乗員であったハロルド・ムーアと第48駆逐戦隊戦友会（DESRON 48 Reunion Association）の努力により「キッド」が選定された。
また、「キッド」が選定された理由として、姉妹艦の共食い整備のために部品が取り外されることがなく状態が良好であったこと、そして他の2隻と異なり近代化改修があまり行われなかったため、マストが三脚式ではなく単脚式のままであったり5インチ主砲が5基全て搭載されている等オリジナルに近い姿であったことも大きな要因であった。
フィラデルフィアで「キッド」には改修が施され、1950年代に追加されたヘッジホッグ対潜迫撃砲を撤去して艦橋前のボフォース40mm連装機銃2基の復活、姉妹艦「ケイパートン」から取り外された21インチ5連装魚雷発射管、Mk27雷撃照準装置、Mk.63 砲射撃指揮装置2基、艦載艇ダビットの装備が行われた。改装成った「キッド」は1982年5月23日にルイジアナ州バトンルージュに到着、その際には1万人を超える群衆が迎えた。「キッド」は翌1983年8月27日より博物館船として一般公開が開始された。
一般公開後も、「キッド」を大戦中の後期型フレッチャー級駆逐艦の姿へ近づける努力は続けられた。1984年には、寄港したオランダ海軍給油艦「ズイデルクルイス」がエリコン20mm連装機銃2門及び弾倉12個、Mk16爆雷投射機（K砲）2基を提供。さらに、36インチ探照灯1基、Mk12/22火器管制レーダー、K砲4基等が標的艦として撃沈処分されるロバート・H・スミス級機雷敷設駆逐艦「トールマン」から回収された。25人乗り救命筏6艘はカリフォルニア州シール・ビーチから発見され、追加の36インチ探照灯1基は1985年に個人のコレクションから入手した。1995年には、戦後にフレッチャー級駆逐艦を運用した同盟国へ協力要請が行われた結果、トルコ海軍からMk9爆雷12発の提供を受けることができた。そして1997年7月3日、「キッド」の魚雷発射管に1964年以来となる魚雷装填が実施され、一連の復元作業が完了した。

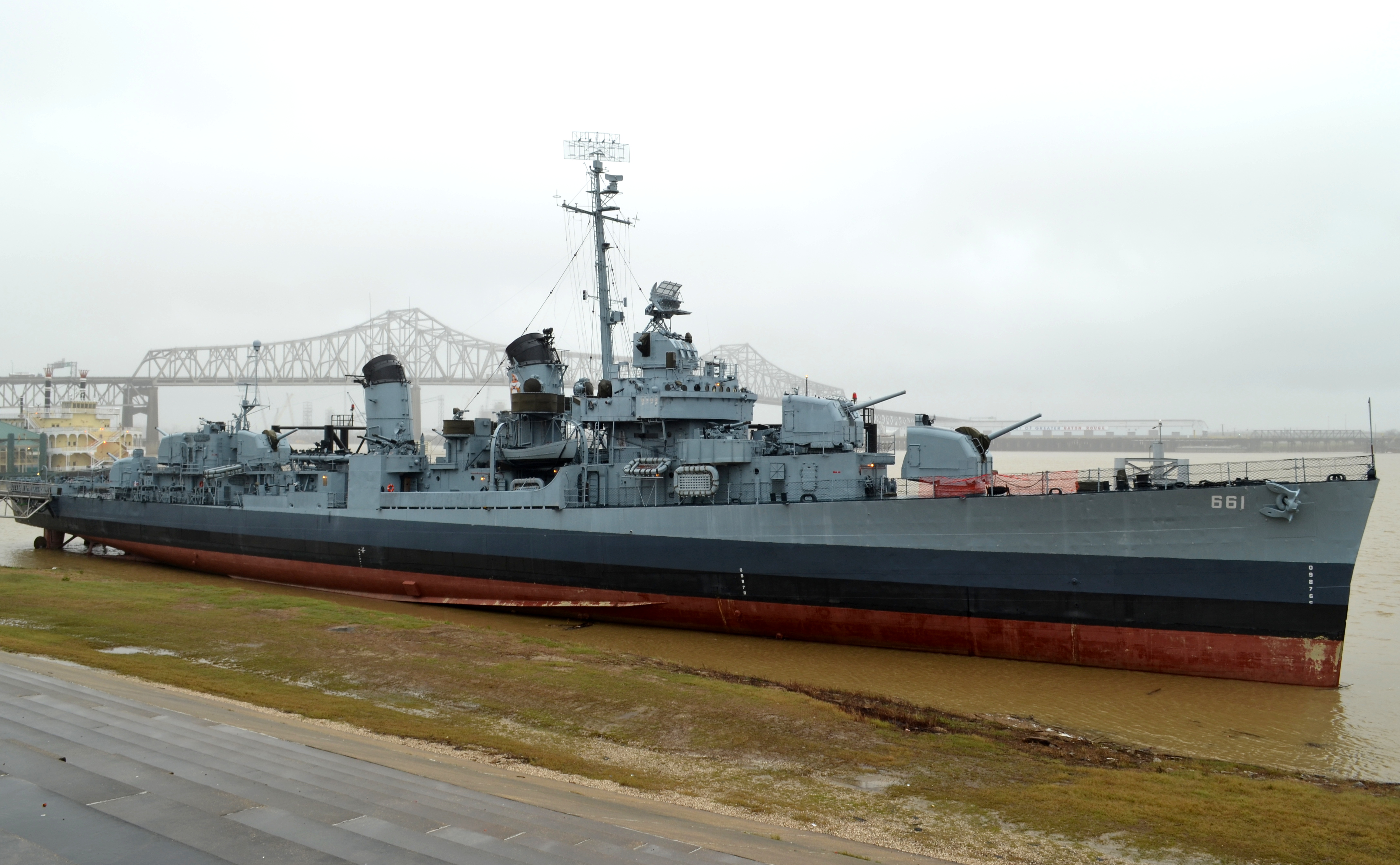
博物館船として保存されている「キッド」。2013年1月撮影。

2024年現在、世界に現存する4隻のフレッチャー級駆逐艦（「キッド」、「ザ・サリヴァンズ」、「カッシン・ヤング」、ギリシャ海軍の「ヴェロス」（旧：チャレット））の中で唯一大戦時の姿を留めている「キッド」は、USSキッド退役軍人博物館の中心となっている。艦体は往時と同様にメジャー22迷彩で塗装されており、煙突の海賊の絵と海賊旗掲揚も継続されている。季節により水位変動が激しいミシシッピ川に対応するため、「キッド」は40フィート (12.19 m)の上下を行うことができる特殊な係留システムに接続されている。これにより、増水期にはミシシッピ川に浮かぶ一方、渇水期には乾ドックに擱座することができるようになっている。
2024年1月15日、ルイジアナ州海軍戦争記念委員会は「キッド」の大規模修繕工事を発表した。修繕工事はルイジアナ州ホーマのThoma-Sea Marine Constructors, LLCが担当し、艦体と上部構造物、内装の修繕及び補強のほか、係留システムの改修も含む大規模なものとなる。作業は2024年4月から始まり、バトンルージュへ戻るのは2026年春の予定となっている。

## 栄典
「キッド」は第二次世界大戦の戦功で4個の、朝鮮戦争の戦功で4個の従軍星章を受章した。また、以下の勲章を授与された。
- アジア・太平洋戦役勲章（英語版） … 星章8個付き
- 第二次世界大戦戦勝記念章
- 中国軍務勲章（英語版）
- 国土防衛従軍章 … 星章1個付き
- 朝鮮軍務勲章（英語版） … 星章4個付き
- 軍遠征勲章（英語版）
- フィリピン殊勲部隊章（英語版）
- 大韓民国殊勲部隊章（英語版）
- フィリピン解放勲章（英語版）
- 国際連合朝鮮軍務勲章（英語版）
- 朝鮮戦争従軍勲章（英語版）

## 登場作品

### 映画
『深く静かに潜航せよ』（監督：ロバート・ワイズ、出演：クラーク・ゲーブル、バート・ランカスター、1958年）
- 現役時代の「キッド」が、「レッドフィッシュ」演じる主人公の潜水艦「ナーカ」の宿敵である日本海軍駆逐艦「秋風」役に使用されている。

『グレイハウンド』（監督：アーロン・シュナイダー、主演・脚本：トム・ハンクス、2020年）
- 博物館船となっている「キッド」が、主人公率いる架空のフレッチャー級駆逐艦「キーリング」（USS Keeling, DD-548）役として使用されている。

### ドラマ
『ナショナル・トレジャー 一族の謎』（制作：ジェリー・ブラッカイマー、主演：リゼット・オリヴェラ、2022年）
- Disney+配信のアクションアドベンチャードラマシリーズ。映画『ナショナル・トレジャー』シリーズのドラマ化作品。第2話「宝の地図」に博物館船の「キッド」が登場する。